# Alfred Hitchcock
Alfred Joseph Hitchcock (London, 1899. augusztus 13. – Los Angeles, 1980. április 29.) Golden Globe-díjas angol filmrendező, forgatókönyvíró és producer.

## Élete
Londonban született egy többségében ír katolikus családban. Jezsuita nevelőintézetbe járt iskolába. Műszaki rajzolóként kezdte, majd 1920-tól angol némafilmek inzertjeit (feliratait) rajzolta a Famous Players-Lasky amerikai cég londoni irodájában/stúdiójában, később fordította és írta is őket. Hamarosan rendezőasszisztens lett, ami akkoriban voltaképp az egész stúdiómunkában való részvételt jelentette, a forgatókönyvírástól a vágásig. Az amerikai cég hamarosan kivonult a városból, megüresedett stúdiójukat egy fiatal angol producer, Michael Balcon vette meg. Hitchcock legnagyobb korai támogatója Balcon volt, akiről mindig is hálával beszélt.
1922-ben elkezdte forgatni első filmjét a Tizenhármas szám címen, de sohasem fejezte be. Saját elmondása szerint (inkább csak legenda, mint valóság) már ezelőtt készített egy amatőr, saját pénzből forgatott filmet, ami azonban nem maradt fenn. Ezt követően egy másik rendező helyett fejezte be az Always Tell Your Wife című munkát, amit az első filmjének tekinthetünk. A forgatáson ismerkedett meg Alma Reville-lel, akit 1926. december 2-án feleségül vett. 1928-ban megszületett egyetlen gyermekük, Patricia (aki később kisebb szerepekben feltűnt apja három filmjében: Rémület a színpadon, Idegenek a vonaton, Psycho).
1925-ben fejezte be első önállóan jegyzett filmjét a Gyönyörök kertjét, melyet részben Olaszországban forgattak. 1926-ban készült második filmje, a Hegyi sas elveszett, de saját elmondása szerint ez egyáltalán nem baj, sőt jó dolog, mert a film borzalmasra sikerült.
Első remekműve az 1927-es A titokzatos lakó, amelyben későbbi thrillerjeinek legtöbb jellegzetessége fellelhető. Ő maga ezt a filmet tekintette az első valódi „Hitchcock-filmnek”. Bevezette a storyboardot, amit az összes többi filmjében is alkalmazott. A filmben üvegpadlót használt, így az alsó lakásból filmezhette a színész lépéseit.
Első hangosfilmjét, az 1929-es Zsarolást eredetileg némafilmnek szánták, de Hitchcock végül utószinkronizáltatta a néma részeket, illetve hangos részeket vett fel utólag a kész anyaghoz – ez lett egyben az első brit hangosfilm is. A rendező már itt is felismerte és kihasználta a hangos technikában rejlő feszültségkeltő lehetőségeket.
1934-ben Az ember, aki túl sokat tudott sikere a tengerentúlra is eljutott. 1956-ban remake-változatot készített ugyanebből a filmből, amiről később így nyilatkozik: Az első változat egy tehetséges amatőr műve, míg a második már egy profi alkotás. 1935-ös filmje, a 39 lépcsőfok az első azon Hitchcock-thrillerek sorában, amelyek főhőse egy tévesen meggyanúsított személy, aki egyszerre menekül a törvény és a bűnözők elől, miközben megpróbálja kideríteni a valódi tettes kilétét és bizonyítani ártatlanságát.
1938-ban elkészítette legnagyobb angliai sikerét a Londoni randevút. 25 filmet rendezett Angliában a 30-as évek végéig, ezt követően David O. Selznick producer hívására Hollywoodba települt át. Hitchcock kapva kapott ezen a lehetőségen, hiszen önmagát mindig is amerikai stílusú rendezőnek tekintette (a filmkészítés alapjait is egy amerikai cégnél tanulta). Nem véletlen, hogy az USA-ban készíti legnagyobb mesterműveit. Selznick először egy Titanic-filmet akart készíteni, de végül rábízta a A Manderley-ház asszonya rendezését. Ez volt Hitchcock első hollywoodi filmje, amelyet Oscar-díjjal jutalmaztak. Ő maga azonban nem volt megelégedve vele, mindig is saját akarata ellenére „rákényszerített” filmnek nevezte és szerinte nem „Hitchcock-film”.
Az 1940-es évektől kezdve Hitchcock egyetlen kivételtől eltekintve (Végre egy jó házasság (1941)), ismét visszatért kedvenc műfajához, a kémtörténethez, illetve a thrillerhez. Saját maga az 1943-as A gyanú árnyékában című művét tekintette legjobb filmjének, melyben egy kisvárosban elrejtőzni próbáló gyilkos (Joseph Cotten) történetét vitte vászonra. A John Steinbeck forgatókönyvéből készített, 1944-es Mentőcsónak mindvégig egyetlen csónak fedélzetén játszódik. Még ebben az évben Hitchcock visszautazott Angliába, hogy háborús híradófilmeket készítsen.
1945-ben Hollywoodba visszatérve készítette Elbűvölve című művét, mely érdekes módon a pszichoanalízis témakörét járja körül és amelynek álomjeleneteit Salvador Dalí tervezte. 1946-ban újabb sikerfilmet rendezett: a Forgószél két kedvenc színésze, Cary Grant és Ingrid Bergman főszereplésével máig a filmtörténet nagy klasszikusai közé tartozik. 1948-as munkája, a Kötél a rendező kísérletező kedvéről tesz tanúbizonyságot: a film valós időben játszódik egyetlen lakásban, és mindössze tíz snittből áll. A hatalmas technikai bravúrral készített alkotás habár nem volt üzleti siker, máig meghatározó műnek számít. Két bukás után (A Baktérítő alatt, Rémület a színpadon) Hitchcock az 1950-es évek elején ismét nagy ívű filmalkotásokkal tért vissza. Az 1954-es Gyilkosság telefonhívásra az első filmje, amiben együtt dolgozott Grace Kellyvel, későbbi nagy kedvencével. Az 1950-es és 1960-as évek elején készített művei a legismertebbek és a legjobbnak tekintett filmjei. Többek között a Hátsó ablak (1954), a Szédülés (1958), Észak-Északnyugat (1959), Psycho (1960), Madarak (1963) klasszikus filmekké váltak. Filmjei gyakran olyan mindennapi embereket ábrázolnak, akiket az általuk befolyásolhatatlan vagy érthetetlen körülmények ragadnak el; gyakori témája az ember, aki bűnös ugyan, de csak apró, össze nem függő tettekben. Filmjei a félelem és a fantázia keverékén nyugszanak, és jellegzetes humorral vannak fűszerezve. Szintén jellegzetes az, hogy a rendező szinte minden filmjében egy-egy kisebb szerepben is szerepel (úgynevezett cameo), amit azóta számos rendező követett. Első angol filmjeiben még barna, de későbbi, és különösen az amerikai filmjeiben már kizárólag szőke színésznőket alkalmazott a főhősnő szerepében.
1979-ben az angol királynő lovaggá ütötte, és márciusban megkapta az Amerikai Filmintézet díját is. 1980. április 18-án, 80 évesen halt meg veseelégtelenségben. Holttestét elhamvasztották. A rövid éjszaka című utolsó filmjét betegsége miatt már nem tudta elkészíteni. Pályafutása töretlen és egyedülálló a filmművészet történelmében.

## Rendezői technikái

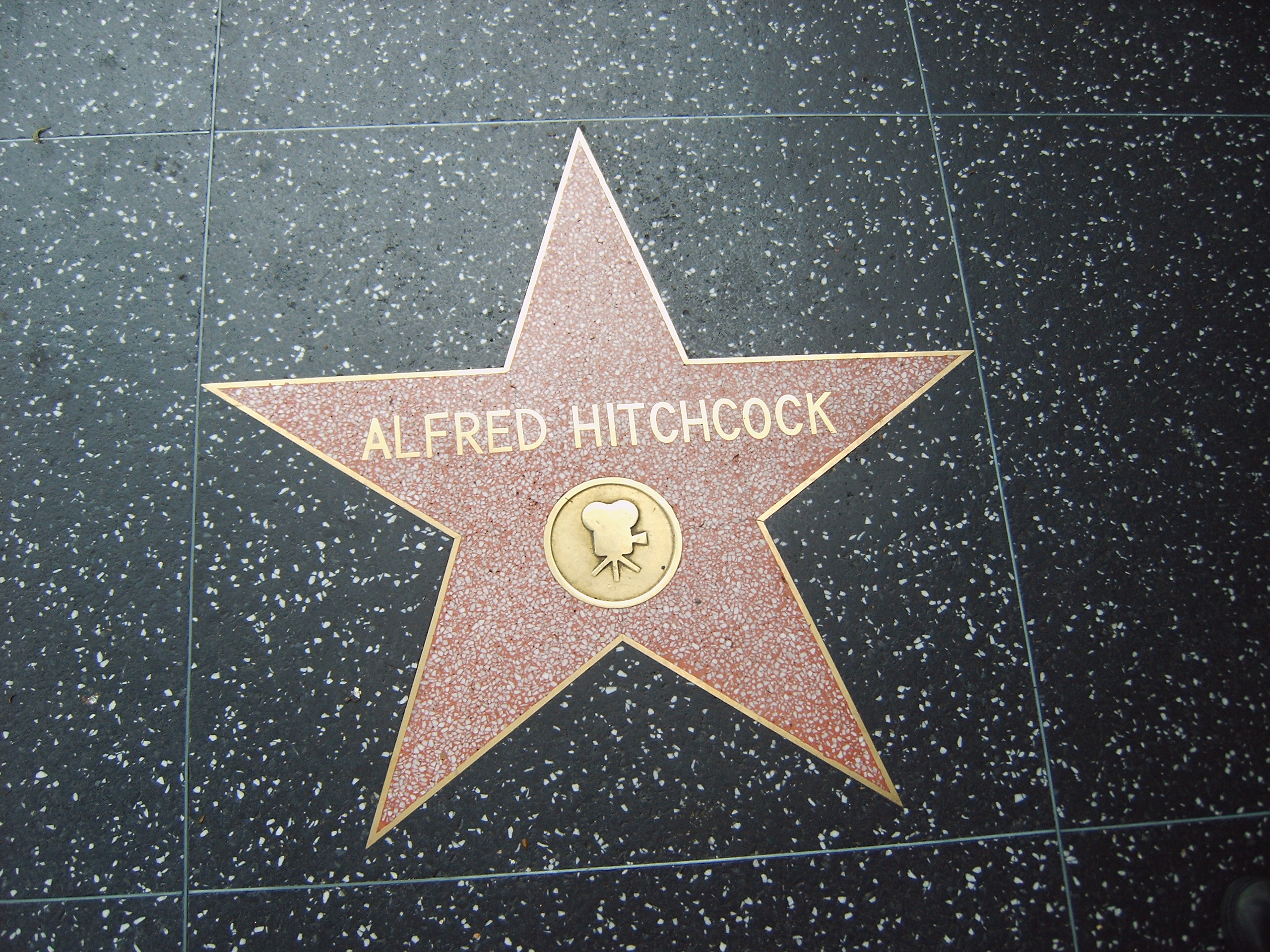
Csillaga a Walk of Fame-en

### Suspense
Ez a Hitchcock által létrehozott feszültségteremtő eszköz egyike azon fogalmaknak, amelyek megkülönböztetik a filmjeit az egyéb thrillerektől. Egy példa a megjelenésére: a néző számára felfedi, hogy bomba van az asztal alatt, de a főhős ezt nem tudván nyugodtan üldögél mellette.

### „Vörös hering”
A vörös hering (angolul: red herring) technikát szintén Hitchcock hozta létre, legalábbis az ő művei után született meg az elnevezés. Alkalmazásának lényege, hogy a rendező elindít egy cselekményszálat, majd teljesen váratlanul „elvágja” azt, és ezzel egy másik, addig lényegtelenebb vonulatra irányítja a figyelmet. Tipikus vörös hering a Psycho című film első harmada, melyben a Janet Leigh által megformált titkárnő sikkasztási kísérletét láthatjuk, majd ez a szál a híres „zuhanyjelenetben” átadja helyét a szkizofrén Norman Bates történetének.

### Bánásmód
„Nem azt állítottam, hogy a színészek barmok, hanem azt mondtam, úgy kell bánni velük, mint a barmokkal.”

## Filmjei

### Némafilmek
- A tizenhármas szám (1922) (befejezetlen)
- Mindig mondd meg a feleségednek (1923)
- A gyönyörök kertje (1925)
- A hegyi sas (1926)
- A titokzatos lakó (1927)
- Lefelé a lejtőn (1927)
- A szorító (1927)
- Könnyed erkölcsök (1928)
- A farmer felesége (1928)
- Pezsgő (1928)
- A Man-szigeti ember (1929)

### Hangosfilmek
- Zsarolás (1929)
- Juno és a páva (1930)
- A gyilkos (1930)
- Elstree hív (1930)
- A csalás (1931)
- A tizenhetes számú ház (1932)
- Gazdag és különös (1932)
- Bécsi keringők (1933)
- Az ember, aki túl sokat tudott (1934)
- 39 lépcsőfok (1935)
- Titkos ügynök (1936)
- Szabotázs (1936)
- Fiatal és ártatlan (1937)
- Londoni randevú (1938)
- Jamaica fogadó (1939)
- A Manderley-ház asszonya (1940)
- Boszorkánykonyha (1940)
- Végre egy jó házasság (1941)
- Gyanakvó szerelem (1941)
- Szabotőr (1942)
- A gyanú árnyékában (1943)
- Mentőcsónak (1944)
- Madagaszkári kaland (1944) (rövid dokumentumfilm)
- Jó utat (1944) (rövid dokumentumfilm)
- Elbűvölve (1945)
- Forgószél (1946)
- A Paradine-ügy (1947)
- A kötél (1948)
- A Baktérítő alatt (1949)
- Rémület a színpadon (1950)
- Idegenek a vonaton (1951)
- Meggyónom (1953)
- Gyilkosság telefonhívásra (1954)
- Hátsó ablak (1954)
- Fogjunk tolvajt! (1955)
- Bajok Harryvel (1955)
- Az ember, aki túl sokat tudott (1956)
- A tévedés áldozata (1956)
- Szédülés (1958)
- Észak-Északnyugat (1959)
- Psycho (1960)
- Madarak (1963)
- Marnie (1964)
- Szakadt függöny (1966)
- Topáz (1969)
- Téboly (1972)
- Családi összeesküvés (1976)

## Magyarul megjelent művei
- Írások, beszélgetések; vál., összeáll., bev. Sidney Gottlieb, ford. Elekes Dóra, Pölöskei Petra; Osiris, Bp., 2001 (Osiris könyvtár. Film)